# 7월 9일 대로

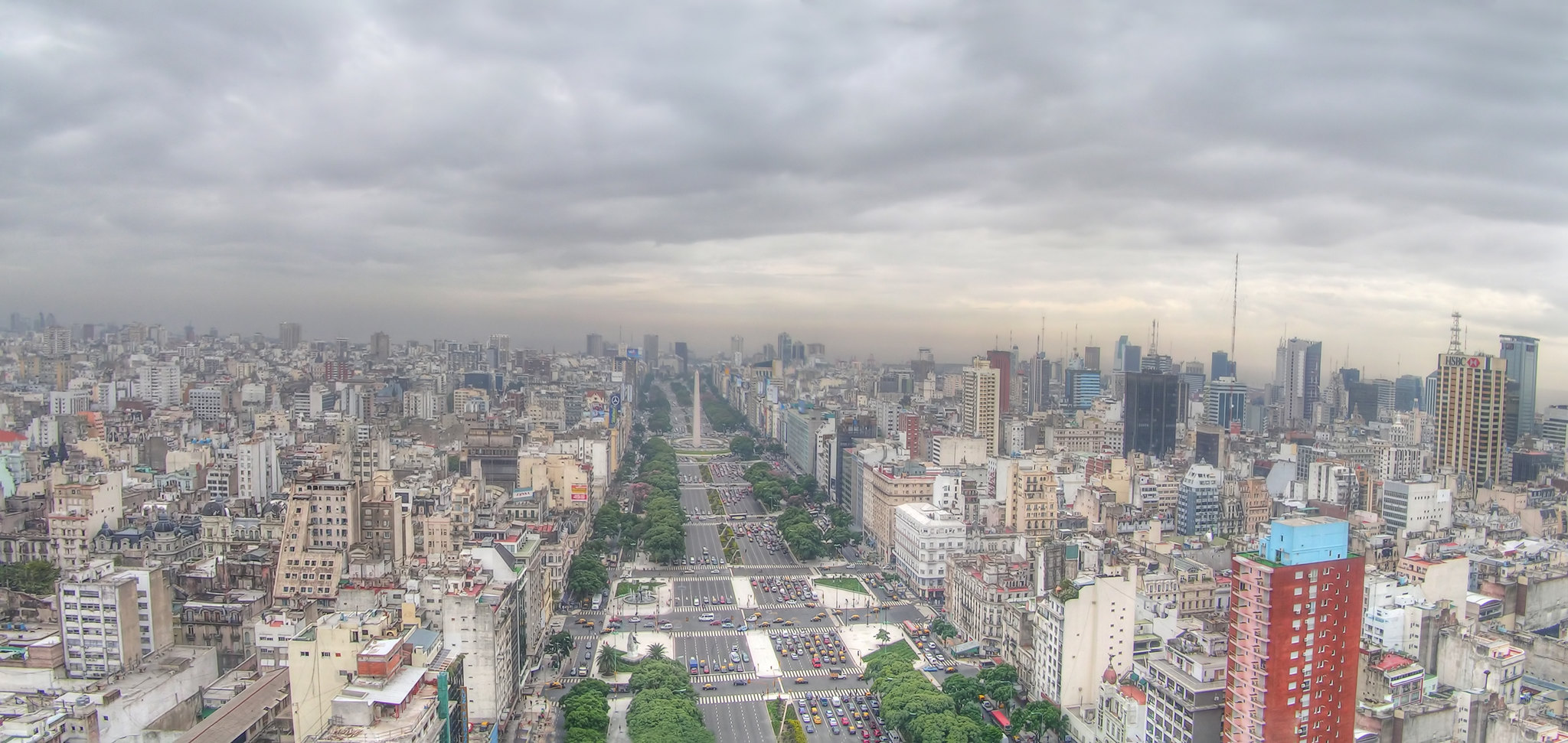
북쪽을 향해서 본 7월 9일 대로 전경

7월 9일 대로(七月 九日 大路, 스페인어: Avenida 9 de Julio)는 아르헨티나 부에노스아이레스에 있는 도로로 세계에서 가장 넓은 도로이다. 도로의 이름은 아르헨티나의 독립 기념일인 1816년 7월 9일을 의미한다. 도로 폭이 110m에 이른다. 주변에 부에노스아이레스의 방첨탑이 있다.